# Helen Latham
Helen Latham (Egyesült Királyság, 1976. március 2. –) brit színésznő. Legismertebb szerepe Lucy Milligan a Futballistafeleségek című sorozatban, de feltűnt emellett olyan sorozatokban, mint az EastEnders vagy a Murphy törvénye. Latham emellett részt vett a Stars in Their Eyes című brit tehetségkutató hírességeknek szóló különkiadásán, ahol Dolly Parton „9 to 5” című számával nyert. Jelenleg a The Stroke Association reklámarcaként dolgozik
A színésznő a Mounview Színjátszó Akadémián végzett, itt ismerkedett meg 1995-ben a szintén színész Darren Morfitt-tal, akivel 2004-ben házasodott össze.

## Filmográfia

### Filmjei
| Bemutató | Cím                                 | Szerep         |
| -------- | ----------------------------------- | -------------- |
| 2004     | Sex Lives of the Potato Men         | Chip Shop Girl |
| 2006     | Everything But the Kitchen in Sync  | Mary           |
| 2011     | A Landscape of Lies - Directors Cut | Alice Woods    |
| 2014     | Lords of London                     | Danielle       |
| 2015     | Der Beobachter                      | Liza Stanford  |

### Sorozatok
| Bemutató | Cím                           | Szerep                         |
| -------- | ----------------------------- | ------------------------------ |
| 1997     | Dream Team                    | Natalie Hocknell               |
| 1998     | Big Women                     | Recepciós                      |
| 1998     | Hale and Pace                 | Morag, Rosie, Recepciós        |
| 1998     | The Jump                      | Recepciós                      |
| 1999     | Brookside                     | Jayne Ferris                   |
| 2000     | A tizedik királyság           | Shepherdess                    |
| 2000     | Starhunter                    | Lily                           |
| 2002     | London's Burning              | Maddie                         |
| 2002     | Doktorok                      | Roberta Tayler                 |
| 2002     | The Bill                      | Christine Weaver               |
| 2003     | EastEnders                    | Cindy                          |
| 2003     | Murphy törvénye               | Haley Smart                    |
| 2003     | Cutting It                    | Shania Tonks                   |
| 2003     | Grease Monkeys                | Yvette                         |
| 2004     | Dalziel és Pascoe nyomoz      | Sally Craig                    |
| 2004     | The Afternoon Play            | Aimie Hammond                  |
| 2004     | Keen Eddie                    | Denis Watley                   |
| 2005     | Futballistafeleségek          | Lucy Milligan / Lucy Lockheart |
| 2005     | Footballers Wive$: Extra Time | Lucy Milligan                  |
| 2011     | Baleseti sebészet             | Allie Michaels                 |
| 2018     | Starhunter ReduX              | Lily                           |